# Lithostrotion
Lithostrotion is een geslacht van uitgestorven rugosekoraal dat gewoonlijk wordt gevonden als een fossiel in Carboonkalksteen. Lithostrotion is een lid van de familie Lithostrotionidae. Het geslacht Lithostrotion, een veel voorkomende en gemakkelijk te herkennen groep fossielen, stierf aan het einde van het Paleozoïcum uit.

## Beschrijving
Dit koraal had cilindrische of prismatische corallieten met een maximale diameter van een centimeter en was kolonievormend. Het had krachtige septa, centrale tabulae, een columella en perifere dissepimenten.

## Soorten
- Lithostrotion affine Fleming, 1828
- Lithostrotion araneum (McCoy, 1844)
- Lithostrotion banffense Warren, 1927
- Lithostrotion concinum Lonsdale, 1845
- Lithostrotion decipiens (McCoy, 1849)
- Lithostrotion edmondsi Smith, 1928
- Lithostrotion fasciculatum Fleming, 1828
- Lithostrotion fuicatum Thomson, 1887
- Lithostrotion gracile McCoy, 1851
- Lithostrotion irregulare Phillips, 1836
- Lithostrotion junceum Fleming, 1828
- Lithostrotion maccoyanum Milne-Edwards & Haime, 1851
- Lithostrotion martini Milne-Edwards & Haime, 1851
- Lithostrotion mclareni Sutherland, 1958
- Lithostrotion mutabile (Kelly, 1942)
- Lithostrotion pauciradiale McCoy, 1844
- Lithostrotion sinuosum (Kelly, 1942)
- Lithostrotion sociale Phillips, 1836
- Lithostrotion termieri Rodríguez & Somerville in Rodríguez, Somerville & Said, 2017
- Lithostrotion vorticale (Parkinson, 1808)
- Lithostrotion warreni Warren, 1960